# Ada Fighiera-Sikorska
Ada Fighiera-Sikorska (właściwie Adela) (ur. 26 stycznia 1929 w Siedlcach, zm. 7 sierpnia 1996 w Turynie) – polska dziennikarka, redaktorka czasopisma Heroldo de Esperanto. Członek Światowego Związku Dziennikarzy Esperantystów (TEĴA), Związku Pisarzy Esperantojęzycznych (EVA), esperanckiego PEN Club i członek honorowy Światowego Związku Esperantystów (UEA).

## Życiorys

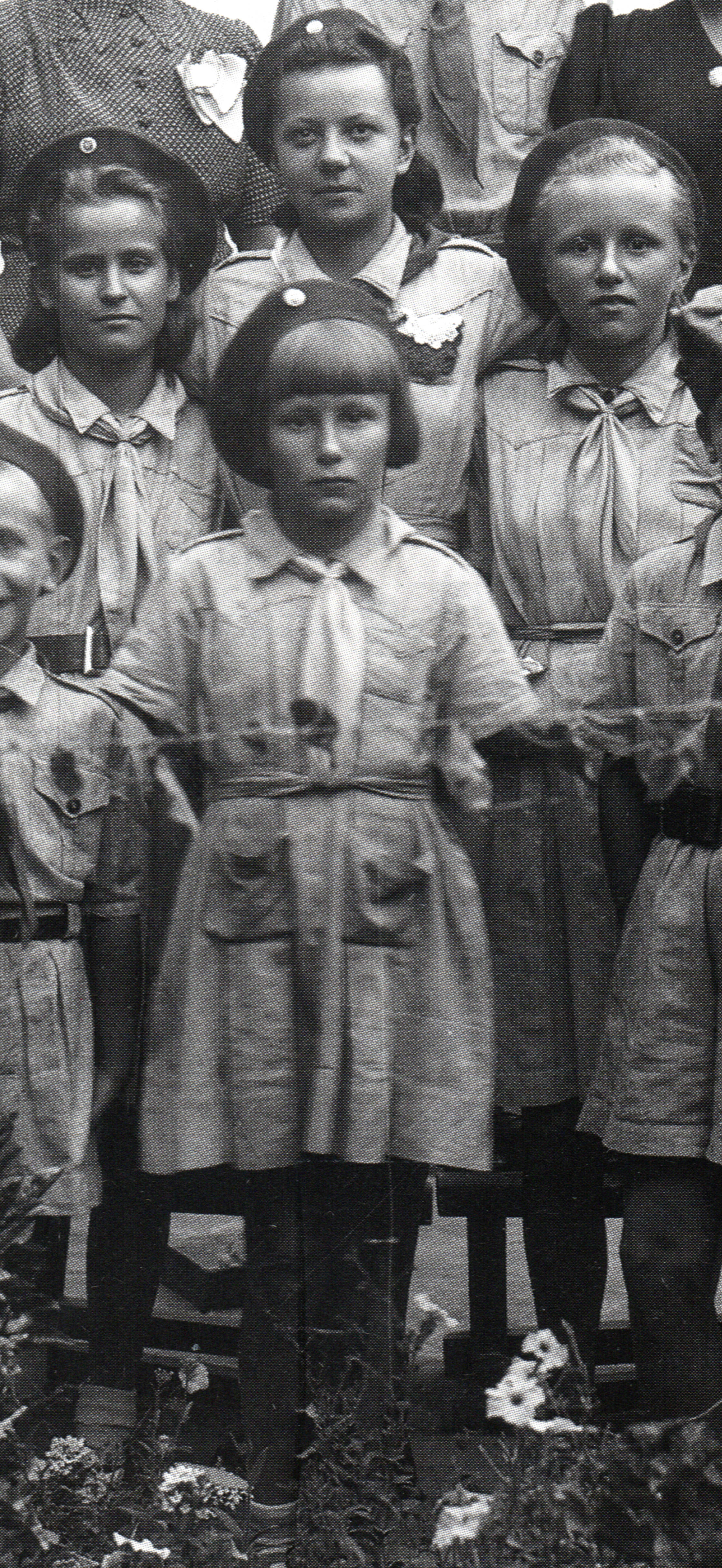
Ada Sikorska (2. rząd, P) podczas pobytu w Isfahanie z siostrą Marią (na dole) oraz koleżankami z klasy Marią Gordziejko (2. rząd, L) i Aleksandrą Jarmulską (góra), 1943–1944

Ada Fighiera-Sikorska była córką Marii z domu Schmar i generała Franciszka Sikorskiego. Wychowała się w Warszawie, gdzie mieszkała do momentu niemieckiej napaści na Polskę 1 września 1939. Wtedy wraz z rodzicami, babcią po kądzieli Marią (ur. 1878), siostrą Marią i przyrodnią siostrą Krystyną uciekła do Lwowa, gdzie jej ojciec miał za zadanie organizować obronę miasta. Po sowieckiej agresji z 17 września rodzina Ady Fighiery-Sikorskiej, tak jak miliony innych Polaków, padła ofiarą prześladowań ze strony ZSRR. Ada z matką i siostrą Marią (ur. 1931) została zesłana w lipcu 1940 na Syberię, gdzie uczęszczała do szkoły podstawowej. Jej ojciec natomiast wraz z ok. 3800 innymi polskimi oficerami służby stałej i rezerwy przetrzymywanymi w specjalnym obozie jenieckim NKWD w Starobielsku został zastrzelony wiosną 1940 w Charkowie w ramach zbrodni katyńskiej.
Dzięki umowie z Wielką Brytanią w 1941 roku ZSRR uwolnił 2 miliony polskich internowanych na Syberii osób cywilnych. W 1942 Ada z matką i siostrą mogły wyjechać przez Samarkandę do Persji, najpierw do Teheranu, a następnie do Isfahanu, gdzie poszła do polskiej szkoły. Między 1945 a styczniem 1948 mieszkała z innymi polskimi uchodźcami w stolicy Libanu – Bejrucie; w 1948 zdała polski egzamin maturalny w Wielkiej Brytanii. W listopadzie wróciła do Polski po ośmioletniej tułaczce wojennej i powojennej.
Ukończyła slawistykę, specjalizacja dziennikarstwo, na Uniwersytecie Warszawskim, następnie rozpoczęła pracę w wydawnictwie. W 1956 uczestniczyła w kursach języka esperanto, które w Warszawie organizował Julio Baghy.
W 1958, przed jubileuszowym Światowym Kongresem Esperanto w Warszawie, była wiceprezydentem Warszawskiego Towarzystwa Esperanckiego i członkiem esperanckiej redakcji Polskiego Radia, wtedy poznała swojego przyszłego męża, który jako członek Stałego Komitetu Kongresowego (Konstanta Kongresa Komitato) przebywał w Warszawie, przygotowując kongres. W 1960 w Brukseli wyszła za mąż za Gian Carlo Fighierę. Rok później pracowała z nim przy organizacji Światowego Kongresu Esperanto w Harrogate (Wielka Brytania).
W 1962 Ada Fighiera-Sikorska przejęła od Theodore’a Junga czasopismo „Heroldo de Esperanto”, które redagowała przez 36 lat, aż do swojej śmierci: najpierw przez 17 lat w Brukseli, a następnie przez 9 lat w Madrycie, na końcu, od 1988, w Turynie. Równocześnie aktywnie uczestniczyła w wielu międzynarodowych, krajowych i regionalnych kongresach i spotkaniach esperanckich jako nauczycielka i wykładowczyni.
Ada zmarła w wieku 67 lat w klinice Fornaca (Turyn), gdzie przeleżała dwa miesiące z powodu nieuleczalnej choroby kręgosłupa i wątroby.
Do końca była aktywna intelektualnie. Ze szpitala pisała dziesiątki listów do rodziny i przyjaciół. Na kilka dni przed śmiercią zaczęła pisać artykuły i robić korekty kolejnego numeru „Heroldo de Esperanto”. Podczas pogrzebu na jej trumnie położono polską i brytyjską flagę. Na jej życzenie ciało zostało skremowane. Prochy przechowywane są w kolumbarium głównego cmentarza w Turynie (kwatera A2, numer 24).

## Nagroda im. Ady Fighiery-Sikorskiej
Od 2004 roku podczas Międzynarodowego Esperanckiego Tygodnia Kultury i Turystyki w Katalonii (Internacia Esperanto-Semajno de la Kulturo kaj Turismo en Katalunio) przyznawana jest nagroda im. Ady Fighiery-Sikorskiej. Nagroda składa się z dyplomu i medalu z podobizną Ady Fighiery-Sikorskiej. Pierwszym nagrodzonym był Augusto Casquero z Walencji za swoją długoletnią działalność na rzecz esperanta. Nagrodę otrzymali również: Halina Kuropatnicka-Salamon (2015), Ana Manero (2017), Zsófia Kóródy (2016). 